# Wolfgang Elz
Wolfgang Elz (* 15. Mai 1956 in Koblenz) ist ein deutscher Historiker, der als Akademischer Direktor an der Johannes Gutenberg-Universität Mainz lehrt.

## Leben
Elz studierte Geschichte, Mathematik, Erziehungswissenschaften und Soziologie an der Universität Mainz. 1980 legte er das Staatsexamen ab und absolvierte 1981/82 seinen Zivildienst. Mit einer Doktorarbeit bei Winfried Baumgart wurde er 1988 zum Dr. phil. promoviert. 1992 wurde er Akademischer Rat, 1998 Akademischer Oberrat und 2009 Akademischer Direktor. Elz lehrt neuere und neueste Geschichte und forscht zur Geschichte der internationalen Beziehungen und zur Außenpolitik der Weimarer Republik. Er ist Herausgeber und Bearbeiter einer kritisch-wissenschaftlichen Online-Edition der Reden von Gustav Stresemann aus seiner Zeit als Reichskanzler und Außenminister.

## Schriften (Auswahl)
Monographien
- Die europäischen Großmächte und der kretische Aufstand, 1866–1867 (= Quellen und Studien zur Geschichte des östlichen Europa. Band 28). Steiner, Stuttgart 1988, ISBN 3-515-05158-9 (Zugleich: phil. Diss., Univ. Mainz).

Herausgeberschaften
- mit Winfried Baumgart: Konrad Fuchs: Ausgewählte Aufsätze zur Sozial- und Wirtschaftsgeschichte. Zum 65. Geburtstag. Lang, Frankfurt am Main u. a. 1993, ISBN 3-631-44818-X.
- mit Sönke Neitzel: Internationale Beziehungen im 19. und 20. Jahrhundert. Festschrift für Winfried Baumgart zum 65. Geburtstag. Schöningh, Paderborn u. a. 2003, ISBN 3-506-70140-1.
- Quellen zur Außenpolitik der Weimarer Republik, 1918–1933 (= Ausgewählte Quellen zur deutschen Geschichte der Neuzeit. Band 32). Wissenschaftliche Buchgesellschaft, Darmstadt 2007, ISBN 978-3-534-07560-7.
- mit Andreas Rödder: Deutschland in der Welt. Weichenstellungen in der Geschichte der Bundesrepublik. Vandenhoeck & Ruprecht, Göttingen 2010, ISBN 978-3-525-35895-5.